# MFK Ružomberok
MFK Ružomberok este o echipă de fotbal din orașul Ružomberok, Slovacia.

## Cronologie
- 1906 - Fondat ca Concordia SC
- 1948 - Fuziune cu SBZ Ruzomberok și Sokola SBZ Ružomberok
- 1953 - Redenumit în DSO Iskra Ružomberok
- 1955 - Redenumit în Iskra Ružomberok
- 1957 - Redenumit în TJ BZVIL Ružomberok
- 1989 - Redenumit în TJ BZ Ružomberok
- 1992 - Redenumit în ŠK Texicom Ružomberok
- 1995 - Redenumit în MŠK Ružomberok
- 1996 - Redenumit în MŠK SCP Ružomberok, Slovak 2nd League champion
- 2001 - Prima calificare într-o competiție europeană, Cupa UEFA 2001-02
- 2003 - Redenumit în MFK Ružomberok
- 2006 - Eventul în Slovacia
- 2006 - Calificare în ultimul tur preliminar al competiției Champions League.

## Titluri
- Prima ligă slovacă (1993 - Prezent)
  - Campioni (1): 2006

- Slovenský Pohár (Cupa Slovaciei)
  - Campioni (1): 2006

## Lotul actual
Din iulie, 2009.

## Jucători notabili
- Jozef Vengloš
- Viliam Hýravý
- Marek Sapara
- Erik Jendrišek
- Igor Žofčák
- Jan Nezmar
- Robert Tomko